# Cixius terminalis
Cixius terminalis är en insektsart som beskrevs av Jacobi 1910. Cixius terminalis ingår i släktet Cixius och familjen kilstritar. Inga underarter finns listade i Catalogue of Life.